# Herbort
Herbort, Herburt, Arbort – imię męskie pochodzenia germańskiego, notowane w Polsce od średniowiecza w formach (Herbord), Herbordus, Herbort, Herbot, (Herburd), Herburdus, Herburt, Herbut, Arbort, (Erbord), Erbort, Erbot. Pierwszy człon imienia to Her-: stsas. heri, stwniem. heri — „drużyna wojenna”; drugi zaś — -bort, człon imion złożonych pochodzący od pierwotnego brort („ostrze, grot, brzeg”), por. Wilibrord. 
Możliwe staropolskie zdrobnienia: Hera (masc.), Herisz, Heresz, Herzysz, Hierzyn. 
Znane osoby noszące imię Herbort, Herburt:
- Herbort z Fulmu – landwójt z Fülme